# Derman Kanal
Derman Kanal (* 29. Mai 1965 in Adana) ist ein deutscher Rechtsanwalt und Unternehmer.

## Ausbildung und Beruf
Derman Kanal lebt seit seinem 16. Lebensjahr (seit 1981) in Deutschland. Nach dem Abitur in Eitorf bei Köln absolvierte er ein Studium der Rechtswissenschaften an der  Rheinischen Friedrich-Wilhelms-Universität Bonn und der Universität zu Köln mit dem Fachbereich Medienrecht und  Internationales Handels- und Gesellschaftsrecht.
Nach einigen Jahren der Berufstätigkeit als Rechtsanwalt und selbständiger Berater für unterschiedlichste Unternehmen mit dem Schwerpunkt internationaler Medienunternehmen gründete Kanal 2011 die Natus Media GmbH, die unter anderem das Radio RadyoTurk betrieb. RadyoTurk war das erste digitale türkischsprachige Radioprogramm, das ab dem 1. Januar 2012 bundesweit empfangen werden konnte.

## Engagement
Von 1997 bis 2007 war Kanal Präsident der Kinderhilfe Türkei und von 2008 bis 2010 Präsident der Türkisch-Deutschen Unternehmervereinigung (TDU) in Köln. 2008 gründete er außerdem das Tradeforum als Initiative der TDU und der Stadt Köln zur Förderung der Ansiedlung von ausländischen Unternehmen in Köln. Seit 2011 ist Derman Kanal Wirtschaftsbotschafter der Stadt Köln.